# Villoruela (kommunhuvudort)
Villoruela är en kommunhuvudort i Spanien.   Den ligger i provinsen Provincia de Salamanca och regionen Kastilien och Leon, i den centrala delen av landet, 160 km väster om huvudstaden Madrid. Villoruela ligger 828 meter över havet och antalet invånare är 983.
Terrängen runt Villoruela är platt. Runt Villoruela är det glesbefolkat, med 8 invånare per kvadratkilometer. Närmaste större samhälle är Cabrerizos, 18,3 km väster om Villoruela. Trakten runt Villoruela består till största delen av jordbruksmark.